# Дракула (фільм, 2002)
«Дракула» (англ. Dracula) — двосерійний італо-німецький телевізійний фільм жахів 2002 року.

## Сюжет
Американський банкір Джонатан Гаркер, який живе в Будапешті зі своєю нареченою італійкою Міною, торгує нерухомістю в Східній Європі. На благодійному балу Джонатан пропонує Міні бути його дружиною, і вона погоджується. Але до весілля йому необхідно провернути одну справу і він їде в Румунію, щоб відвідати графа Владислава Цепеша. Потім Цепеш вирушає до Будапешта і починає кусати всіх колег Джонатана. Науковий співробітник доктор Енріко Валенці намагається зупинити вампіра.

## У ролях
| Актор                 | Роль                      |
| --------------------- | ------------------------- |
| Патрік Бергін         | Владислав Цепеш / Дракула |
| Джанкарло Джанніні    | доктор Енріко Валенці     |
| Гарді Крюгер молодший | Джонатан Гаркер           |
| Стефанія Рокка        | Міна                      |
| Мюріель Баумейстер    | Люсі                      |
| Кай Візінгер          | доктор Сьюард             |
| Алессіо Боні          | Квінсі                    |
| Конрад Горнбі         | Артур Голмвуд             |
| Бретт Форест          | Ронфілд                   |
| Алессія Мерц          | справедлива жінка         |
| Піроска Кішш          | темна жінка               |
| Іштван Гоз            | санітар                   |
| Барна Іллеша          | прикордонник              |
| Чаба Петеш            | капітан буксира           |
| Балаж Тарді           | члена екіпажу 1           |
| Левенте Торколі       | члена екіпажу 2           |
| Ілона Кашшаї          | жінка в готелі            |
| Імола Гашпар          | жінка в маєтку            |
| Ендрю Дівофф          | доктор                    |